# Ярдымлы (город)
Ярдымлы́ (азерб. Yardımlı) — город в Азербайджане, административный центр одноимённого района.

## История
Существует гипотеза, что географическое название «Ярдымлы» произошло от названия племени эрдим или эрдем, которое проживало на территории междуречья Урал и Волга (конец VIII века).
В монографии «Азербайджан VII—IX веков» азербайджанский историк Зия Буниятов отмечает местонахождение города «Ярдем» к северу от Ардебиля.
Сохранились кувшинные погребения (IV век до нашей эры — VII век нашей эры). К примеру, вблизи селения Йолоджаг было найдено кувшинное погребение, датирующееся IV веком до нашей эры. Надписи на погребениях свидетельствуют о почитании местными жителями главных небесных тел — Солнца и Луны, а также огня.
В 1962 году в селении Дяллякли был обнаружен крупный кувшин.
Являлся центром Вергядузского района, образованного в 1930 году, позже 19 июля 1938 года переименованного в Ярдымлинский район. С 19 ноября 1963 года — посёлок городского типа.
В советское время в Ярдымлы функционировала ковроткацкая фабрика, которая на сегодняшний день бездействует. В городе есть краеведческий музей, мечеть и военный мемориал в честь шахидов.

## География
Расположен на юго-востоке Азербайджана, у подножия Талышских гор, на левом берегу реки Виляшчай на высоте 720 метров над уровнем моря; к юго-западу от железнодорожной станции Масаллы на расстоянии в 68 км. Граничит с Исламской Республикой Иран, а также с Масаллинским, Джалилабадским и Лерикским районами.
Климат в городе умеренный. Средняя температура в год — 12,9 °C.
На территории Ярдымлы водятся такие животные, как шакал, медведь, волк, кабан, и так далее. Здесь прорастает множество видов растений: нильское дерево (Акация), дуб, железное дерево (Парротия), кустарник зергин, Платан.
Здесь имеют место залежи золота, меди, платины, торфа, железа, нефти. Немалое значение имеют родники, в составе которых содержатся сероводородные, натрий-сульфатные и сульфатно-карбонатные воды. Среди родников особо известен родник под названием Гёз Нары.
В 2013 году здесь была проложена новая линия питьевой воды.
В 2013 году руководством Государственного комитета по градостроительству и архитектуре Азербайджанской Республики были утверждены генеральные планы 5 азербайджанских городов: Балакен, Сиазань, Ярдымлы, Зердаб и Загатала.

## Население
По данным «Кавказского календаря» на 1912 года в селе Ярдымлы Ленкоранского уезда Бакинской губернии проживали 377 человек, в основном «татары» (азербайджанцы). «Кавказский календарь» на 1915 год показывает в Ярдымлы 145 человек, также «татар» (азербайджанцев).
По переписи 1979 года в Ярдымлы проживало 3,114 человека, а по переписи 1989 года — 3,438 человек. По состоянию на 2010 год население города составляет 6700 человек.
Помимо ковроткачества здесь развиты такие отрасли, как выращивание зерна, виноградарство и прочее
Средняя продолжительность жизни в городе — 80-90 лет.